# Branko Pleše
Branko Pleše, nadimak Isusek (Delnice, 12. siječnja 1915. – Zagreb, 28. ožujka 1980.), hrvatski nogometaš, jugoslavenski i hrvatski reprezentativac. Svestrani nogometaš, velikog radijusa kretanja, uporan borac, neumoran, jednako koristan u obrani i napadu, uglavnom igrač sredine terena.

## Klupska karijera
Kao 14-godišnjak počeo je igrati nogomet u zagrebačkoj Concordiji (do 1933. godine u momčadi mlađih uzrasta). Od 1935. godine do 1945. godine nastupa za zagrebački Građanski s kojim osvaja dva jugoslavenska prvenstva (1936./37. i 1939./40.) i hrvatsko prvenstvo (1943.). Od 1945. godine nastupa za zagrebački Dinamo u kojem je do 1950. godine odigrao 155 utakmica i postigao 9 pogodaka. S Dinamom je osvojio prvenstvo Jugoslavije u sezoni 1947./48.

## Reprezentativna karijera
Bio je zagrebački, hrvatski i jugoslavenski reprezentativac. Za jugoslavensku reprezentaciju prvi puta je nastupio 9. svibnja 1937. godine u Budimpešti protiv Mađarske (1:1). od 1937. do 1946. godine za jugoslavensku reprezentaciju je ukupno odigrao 6 utakmica i postigao 3 pogotka. Prvu utakmicu za hrvatsku reprezentaciju odigrao je 15. lipnja 1941. godine u Beču protiv Njemačke (5:1), a posljednju 9. travnja 1944. godine u Zagrebu protiv Slovačke (7:3). Ukupno je za hrvatsku reprezentaciju odigrao 13 utakmica i postigao 4 pogotka. Za zagrebačku reprezentaciju od 1935. godine do 1949. godine odigrao je 24 utakmice.

## Trenerska karijera
Nakon igračke karijere bio je trener Slobode iz Tuzle, Dubrovnika, te zagrebačkih nižerazrednih klubova, Trnja i Dubrave. Bio je i trener ženskog nogometnog kluba Loto iz Zagreba.

## Zanimljivo
Bio je jedan od najsvestranijih vrhunskih nogometaša. Igrao je na svim pozicijama u momčadi, od vratara do lijevog krila. Na prvenstvenoj utakmici u Zagrebu 1947. godine, Dinamo – Crvena zvezda, uspješno je zamijenio ozljeđenog vratara Zvonka Dogana.